# Lew Kalajew
Lew Aleksiejewicz Kalajew, ros. Лев Алексеевич Каляев (ur. 16 maja 1929 w Leningradzie, zm. 19 sierpnia 1983 tamże) – rosyjski lekkoatleta (sprinter) startujący w barwach ZSRR,  wicemistrz olimpijski z 1952 i mistrz Europy z 1950.
Zwyciężył w sztafecie 4 × 100 metrów na mistrzostwach Europy w 1950 w Brukseli (sztafeta radziecka biegła w składzie: Władimir Suchariew, Kalajew, Lewan Sanadze i Nikołaj Karakułow).
Na igrzyskach olimpijskich w 1952 w Helsinkach zdobył srebrny medal w sztafecie 4 × 100 metrów (w składzie: Boris Tokariew, Kalajew, Sanadze i Suchariew).
Był mistrzem ZSRR w sztafecie 4 × 100 metrów w 1952 i 1953, wicemistrzem w biegu na 100 metrów w 1950, w biegu na 200 metrów w 1953 i 1954, w sztafecie 4 × 100 metrów w 1954 oraz w sztafecie 4 × 200 metrów w 1951, a także brązowym medalistą w biegu na 100 metrów w 1951 i w biegu na 200 metrów w 1952.
Był trzykrotnym rekordzistą ZSRR w sztafecie 4 × 100 metrów do wyniku 40,3 s (27 lipca 1952 w Helsinkach).
Jest pochowany w Petersburgu, na Cmentarzu Północnym.